# Нухов, Борис Нургалиевич
Борис Нургалиевич Нухов (род. 5 февраля 1940, Ташлы-Елга, Башкирская АССР) — композитор, дирижёр, заслуженный артист Тувинской АССР.

## Биография
Борис Нургалиевич родился 5 февраля 1940 года в небольшом башкирском селе Ташлы-Елга. Он в детстве занимался в художественной студии Дома культуры и посещал музыкальный татаро-башкирский кружок.
В 1963 году, окончив музыкальное училище г. Йошкар-Олы (класс контрабас), приехал на работу в город Кызыл, где играл в небольшом оркестре Тувинского музыкально-драматического театра. С 1966 года начал работать только что организованном симфоническом оркестре при Государственном комитете по телевидению и радиовещанию Тувинской АССР.
С 1972 по 1977 годы обучался в Казанской государственной консерватории по классу композиции, в 1977 году — по классу дирижирования. Лауреат Республиканского комсомольского конкурса. Песни «Моя столица» (слова С.Сарыг-оол), «Новый Шагонар» (слова О. Саган-оол), «Ак-Довурак» (слова С.Молдурга) принесли успех композитору, третью премию Областного комитета ВЛКСМ. Специально для вокально-инструментального ансамбля «Аян» были написаны песни «Подснежник», « Только ты и я» (обе стихи С.Молдурга). В 1983-89 годах — главный дирижёр симфонического оркестра Гостелерадио, председатель Союза композиторов Тувы (1988-89 гг.). В 1991 году Борис Нухов переехал в Абакан, где до 1993 года работал главным дирижёром Хакасского симфонического оркестра. В настоящее время композитор живёт и работает в Германии. Его произведения, созданные в Туве и на тувинском материале, исполняют сейчас в Германии.

## Награды и звания
- Диплом III степени на I Всесоюзном конкурсе молодых композиторов.
- премия областного комитета ВЛКСМ (1978)
- лауреат Республиканского комсомольского конкурса (1978)
- Заслуженный артист Тувинской АССР (1984).

## Сочинения
- музыка к спектаклям «Осуществленная мечта», «Наркес»
- вокальный цикл «Путешествие»
- поэтория «Сохраним Землю»
- «Баллада о бумажных журавлях»
- Сюита для квинтета, струнный квартет
- «Три хора на слова поэтов-антифашистов»
- Песни «Моя столица» (слова С.Сарыг-оол)
- «Новый Шагонар» (слова О. Саган-оол)
- «Ак-Довурак» (слова С.Молдурга)
- Вокальная лирика «Тувинские картинки» и др.